# 스웨덴 U-19 축구 국가대표팀
스웨덴 U-19 축구 국가대표팀(스웨덴어: Sveriges U19-herrlandslag i fotboll)은 스웨덴을 대표하는 19세 이하의 축구 국가대표팀으로, 스웨덴의 축구 관리 기관인 스웨덴 축구 협회의 관리를 받는다. UEFA U-19 축구 선수권 대회에 14번 참가해 1964년과 1990년에 8강에 진출했다.